# Caulolatilus chrysops
Caulolatilus chrysops är en fiskart som först beskrevs av Valenciennes, 1833.  Caulolatilus chrysops ingår i släktet Caulolatilus och familjen Malacanthidae. Inga underarter finns listade i Catalogue of Life.